# Grito de Utuado
El grito de Utuado, también conocido como la revuelta o el levantamiento de Utuado, se refiere a la revuelta contra el gobierno de los Estados Unidos en Puerto Rico ocurrida el 30 de octubre de 1950 en Utuado. Hubo revueltas simultáneas en varias otras ciudades de Puerto Rico, incluida la capital de San Juan y las ciudades de Mayagüez y Arecibo, además de importantes enfrentamientos en la ciudad de Ponce y los pueblos de Peñuelas y Jayuya.

## Antecedentes
El 17 de septiembre de 1922 se formó el Partido Nacionalista de Puerto Rico. José Coll y Cuchí, exmiembro del Partido Unión, fue elegido su primer presidente. Quería cambios radicales dentro de la economía y los programas de bienestar social de Puerto Rico. En 1924, Pedro Albizu Campos, abogado, se unió al partido y fue nombrado su vicepresidente.

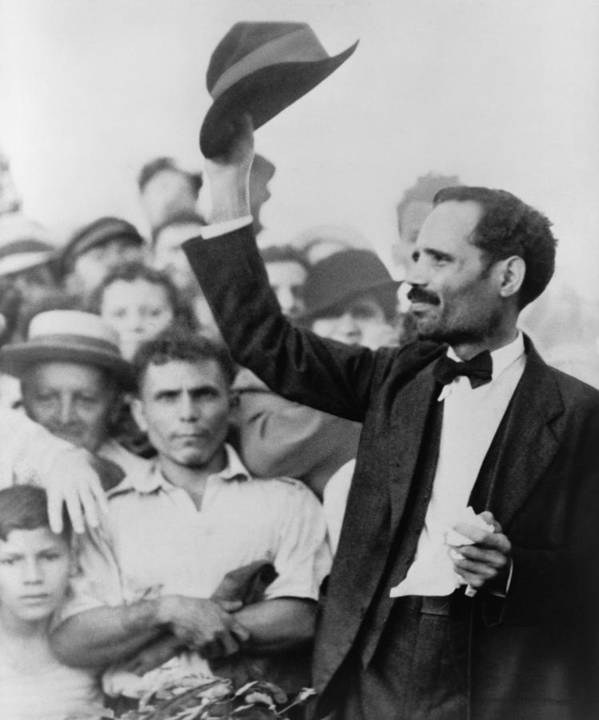
Don Pedro Albizu Campos, líder del Partido Nacionalista de Puerto Rico

Albizu Campos fue el primer puertorriqueño graduado en la Facultad de Derecho de Harvard. Se desempeñó como subteniente en el ejército de los EE. UU. durante la Primera Guerra Mundial y creía que Puerto Rico debería ser una nación independiente, incluso si eso requería de una confrontación armada. Para 1930, Coll y Cuchí se apartó del partido por sus desacuerdos con Albizu Campos sobre cómo debía funcionar el partido. El 11 de mayo de 1930, Albizu Campos fue elegido presidente del Partido Nacionalista.
En la década de 1930, el gobernador de Puerto Rico designado por Estados Unidos, Blanton Winship, y el coronel de policía Riggs aplicaron duras medidas represivas contra el Partido Nacionalista. En 1936, Albizu Campos y los líderes del partido fueron arrestados y encarcelados en la prisión de La Princesa en San Juan y luego enviados a la Prisión Federal de Atlanta.
El 21 de marzo de 1937, los nacionalistas realizaron un desfile en Ponce y la policía abrió fuego contra la multitud, en lo que se conocería como la masacre de Ponce. Murieron 19 personas, incluidos dos policías y 17 puertorriqueños desarmados, incluida una niña de 7 años, que recibió un disparo en la espalda. Aunque la policía disparó a las 18 personas, Albizu Campos fue arrestado y sentenciado a diez años en una prisión federal estadounidense. Campos finalmente regresó a Puerto Rico el 15 de diciembre de 1947 después de cumplir su sentencia de diez años.
El 21 de mayo de 1948 se presentó ante el Senado de Puerto Rico un proyecto de ley que restringiría los derechos de los movimientos independentistas y nacionalistas en la isla. El Senado, controlado por el Partido Popular Democrático (PPD) y presidido por Luis Muñoz Marín, aprobó ese día el proyecto de ley. Este proyecto de ley, que se parecía a la Ley Smith anticomunista aprobada en los Estados Unidos en 1940, se conoció como la Ley de la Mordaza (Ley Mordaza) cuando el gobernador de Puerto Rico designado por los Estados Unidos, Jesús T. Piñero, la convirtió en ley el 10 de junio de 1948.
Bajo esta nueva ley sería delito imprimir, publicar, vender o exhibir cualquier material destinado a paralizar o destruir al gobierno insular; o para organizar cualquier sociedad, grupo o asamblea de personas con una intención destructiva similar. Hizo ilegal cantar una canción patriótica y reforzó la ley de 1898 que había declarado ilegal mostrar la Bandera de Puerto Rico, y cualquier persona declarada culpable de desobedecer la ley de cualquier manera estaría sujeta a una sentencia de hasta diez años de prisión, multa de hasta 10 000 $ estadounidenses (equivalente a 127000 $ a 2021) o ambos.
Según el Dr. Leopoldo Figueroa, miembro del Partido Estadista Puertorriqueño y único miembro de la Cámara de Representantes de Puerto Rico que no pertenecía al PPD, la ley era represiva y violaba la Primera Enmienda de la Constitución de los Estados Unidos que garantiza la Libertad de expresión.
El 21 de junio de 1948, Albizu Campos pronunció un discurso en el pueblo de Manatí, en el que explicó cómo esta Ley Mordaza violaba la Primera Enmienda de la Constitución estadounidense. Nacionalistas de toda la isla se habían reunido para escuchar el discurso de Campos y para evitar que la policía lo arrestara.

## Levantamientos

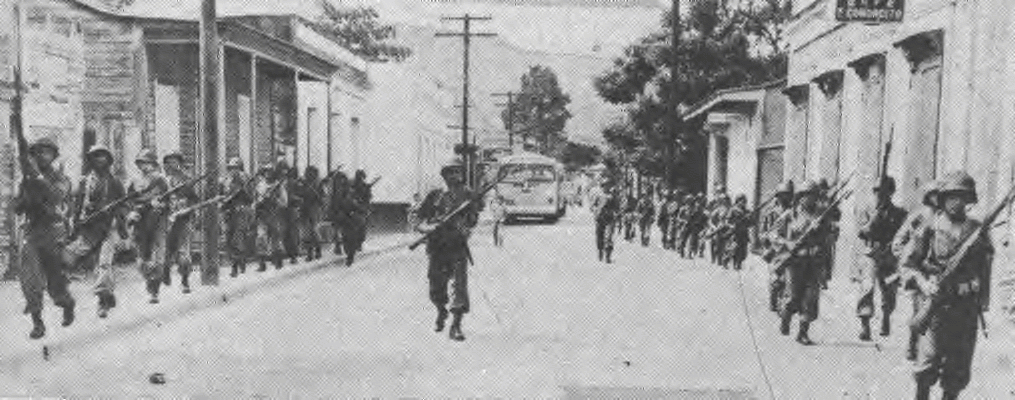
La Guardia Nacional, comandada por el Ayudante General de Puerto Rico Mayor General Luis R. Esteves y bajo las órdenes del gobernador Luis Muñoz Marín, ocupan Jayuya.

De 1949 a 1950, los nacionalistas comenzaron a prepararse para una revolución armada. La revolución iba a tener lugar en 1952, en la fecha en que el Congreso de los Estados Unidos iba a aprobar la creación del estatus político de Estado Libre Asociado (Free Associated State) para Puerto Rico.
Albizu Campos llamó a una revolución armada porque consideró el «nuevo estatus político» una farsa colonial. Campos eligió el pueblo de Jayuya como sede de la revolución por su ubicación y las armas estaban almacenadas en la casa de Blanca Canales.
El 26 de octubre de 1950, Albizu Campos estaba celebrando una reunión en Fajardo cuando recibió la noticia de que su casa en San Juan estaba rodeada por policías que esperaban para arrestarlo. También le dijeron que la policía ya había arrestado a otros líderes nacionalistas. Escapó de Fajardo y ordenó que comenzara la revolución.
El 27 de octubre, en el pueblo de Peñuelas, la policía rodeó y disparó contra una caravana de nacionalistas, matando a cuatro. El 30 de octubre, los nacionalistas protagonizaron levantamientos en los pueblos de Ponce, Mayagüez, Naranjito, Arecibo, Utuado (grito de Utuado), San Juan (revuelta nacionalista de San Juan) y Jayuya.
El primer incidente de los levantamientos nacionalistas ocurrió en las horas previas al amanecer del 29 de octubre. La Policía Insular rodeó la casa de la madre de Melitón Muñiz Santos, presidente del Partido Nacionalista de Peñuelas en el barrio Macaná, con el pretexto de que guardaba armas para la revuelta nacionalista. Sin previo aviso, la policía disparó contra la casa y se produjo un tiroteo. Dos nacionalistas murieron y seis policías resultaron heridos. Los nacionalistas Melitón Muñoz Santos, Roberto Jaume Rodríguez, Estanislao Lugo Santiago, Marcelino Turell, William Gutiérrez y Marcelino Berrios fueron detenidos y acusados de participar en una emboscada contra la Policía Insular local.

## Respuesta de EE. UU.

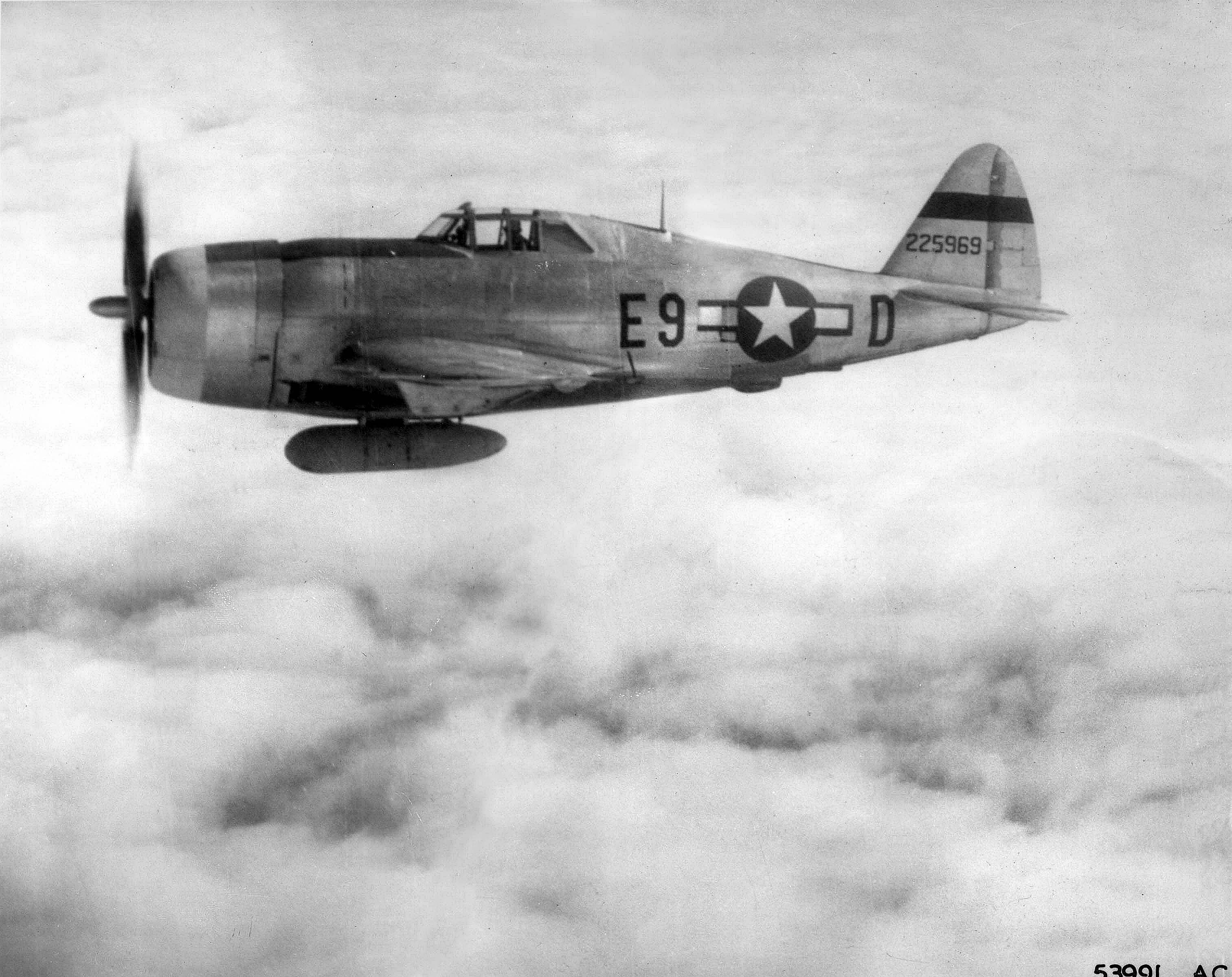
P-47 Thunderbolt - Tipo de avión militar utilizado en la respuesta contra Jayuya y Utuado.

Estados Unidos declaró la ley marcial en Puerto Rico y envió la Guardia Nacional de Puerto Rico, comandada por el Ayudante General de Puerto Rico, Mayor General Luis R. Esteves, bajo las órdenes del gobernador Luis Muñoz Marín, para atacar las distintas localidades implicadas en las sublevaciones nacionalistas. En el caso de Jayuya, el pueblo fue atacado por aire por aviones bombarderos estadounidenses. La Fuerza Aérea de los EE. UU. utilizó bombas de 500 libras y ametralladoras calibre 50, dejando Jayuya en ruinas, y procedió a bombardear el vecino pueblo de Utuado, demoliendo aproximadamente el 70% del pueblo. En Utuado, 4 nacionalistas fueron asesinados al igual que tres miembros de las fuerzas respaldadas por Estados Unidos, incluidos dos miembros de la Guardia Nacional y un policía.
Los líderes nacionalistas en Utuado fueron el capitán de la sucursal de Utuado de los Cadetes de la República, Heriberto Castro, y Damián Torres. Según los planes de Albizu Campos, los nacionalistas debían oponer resistencia armada en sus respectivos pueblos y luego retirarse a Utuado. Una vez en Utuado, los Nacionalistas debían seguir luchando contra las Fuerzas Armadas de los Estados Unidos, hasta que el Consejo de Seguridad de las Naciones Unidas tomó nota e intervino a su favor.
La ley de los Estados Unidos exigía que el presidente de los Estados Unidos, Harry Truman, se hiciera cargo directamente de todos los asuntos relacionados con Puerto Rico. Además, se requirió que el Gobernador de Puerto Rico, Luis Muñoz Marín consultara directamente con la Casa Blanca. Pero esto no ocurrió.

## Consecuencias
Fueron detenidos los máximos dirigentes del Partido Nacionalista, entre ellos Albizu Campos y la líder del Alzamiento de Jayuya, Blanca Canales. Todos ellos fueron encarcelados y cumplieron largas penas de cárcel.
El 1 de noviembre de 1950, los nacionalistas Griselio Torresola y Oscar Collazo atacaron la Casa Blair con la intención de asesinar al presidente estadounidense Truman. Torresola y la oficial de policía de la Casa Blanca, Leslie Coffelt, perdieron la vida en el intento fallido. Collazo fue detenido y condenado a muerte. Posteriormente, el presidente Truman conmutó su sentencia por cadena perpetua y finalmente recibió un indulto presidencial.
El último gran intento del Partido Nacionalista de Puerto Rico de llamar la atención mundial sobre la situación colonial de Puerto Rico ocurrió el 1 de marzo de 1954. Ese día, la líder nacionalista Lolita Lebrón y sus compañeros nacionalistas Rafael Cancel Miranda, Irvin Flores y Andrés Figueroa Cordero atacaron la Cámara de Representantes de los Estados Unidos. Lebrón y sus compañeros fueron acusados de tentativa de homicidio y otros delitos. Gilberto Martínez, uno de los últimos supervivientes del grito de Utuado, murió el 1 de enero de 2009.

## Nacionalistas encarcelados
La siguiente es una lista del FBI de los nacionalistas de Utuado que fueron encarcelados en 1950 y que todavía estaban en prisión en 1954:
- José Avilés Maisonet
- Ángel Luis Colón Feliciano
- Gilberto Martínez Negrón
- José Ángel Medina Gigueroa
- Juanita Ojeda Maldonado
- Elidio Olivera Albarrán
- Octavio RamosRosario